# Rivière Corbin
Rivière Corbin är ett vattendrag i Kanada.   Det ligger i provinsen Québec, i den östra delen av landet, 1 000 km norr om huvudstaden Ottawa. Rivière Corbin ligger vid sjön Lac Minahikuskaw.
Trakten runt Rivière Corbin är nära nog obefolkad, med mindre än två invånare per kvadratkilometer.